# 方正控股
方正控股有限公司，簡稱方正控股（英語：Founder Holdings Limited，港交所：0418），在1992年由北京大學旗下的，方正集團有限公司成立香港子公司，主要業務在中國應用軟件系統解決方案。
在1995年12月21日在香港交易所主板上市，當時是由方正（香港）有限公司。但是在2000年3月31日，已遷冊至百慕達，旗下上市公司方正數碼（控股）有限公司，也就是收購當時上市公司的，榮文科技（集團）有限公司。總部位於香港新界荃灣海盛路9號有線電視大樓14樓1408室，以及北京市海淀區成府路298號方正大廈6層。
董事會主席為張兆東，以及總裁肖建國。

## 連結
- Founder.com.hk （页面存档备份，存于）
- Irasia.com/listco/hk/founder/index.htm （页面存档备份，存于）